# Râul Valea Neagră, Năruja
Râul Valea Neagră este un curs de apă, afluent al râului Năruja.

## Hărți
- Harta Munții Vrancea  Arhivat în 9 iunie 2008, la Wayback Machine.